# Fond ohrožených dětí
Fond ohrožených dětí (FOD) je provozován formou spolku se sídlem v Praze a pobočkami po celé České republice. Organizace byla založena v roce 1990 na pomoc týraným, zneužívaným, zanedbávaným, opuštěným či jinak sociálně znevýhodněným dětem. Současnou předsedkyní FOD je Hanka Kupková. Vystřídala tak JUDr. Marii Vodičkovou, která se dlouhá léta zabývá problematikou ohrožených dětí.
V květnu 2015 vydala Česká správa sociálního zabezpečení na Fond ohrožených dětí exekuci. Dluhy fondu dosahovaly asi 22 milionů korun. Podle Marie Vodičkové se FOD dostal do dluhů kvůli zpožděným platbám od státu a také úpravě novely zákona o sociálněprávní ochraně dětí, která v roce 2013 obsahovala systémovou chybu. V roce 2021 byla vydána Novela zákona o socicálněprávní ochraně dětí, která chybu minimalizovala. V současné době je Fond ohrožených dětí zřizovatelem 14 zařízení pro děti vyžadující okamžitou pomoc Klokánek a tím je největším poskytovatelem této péče v České republice. Nemá žádné dluhy a díky podporovatelům je nyní schopen zajistit provoz těchto zařízení. Stát přispívá 53 % z celkových nutných nákladů na provoz. 

## Aktivity FOD
V roce 2015 měl FOD širokou škálu působnosti na poli ochrany dětí a potřebných rodin s dětmi – provozoval krizovou linku pro matky, které z rozličných důvodů tajily těhotenství a porod, vyhledával náhradní rodiny pro nesnadno umístitelné děti, provozoval Klokánky (zařízení rodinné péče pro děti vyžadující okamžitou pomoc), podílel se na vzniku a chodu azylových domů pro rodiny s dětmi a pro mládež bez domova, zajišťoval poradenskou a hmotnou pomoc náhradním i vlastním potřebným rodinám a v neposlední řadě se aktivně snažil o zlepšení legislativy a praxe týkající se ochrany dětí. V roce 2015 bylo díky dluhům, kdy FOD nesplnil podmínky bezdlužnosti, odebráno pověření k sociálním službám a FOD byl tak nucen tuto fungující síť zrušit. Od roku 2016 FOD má pověření pouze k sociálně právní ochraně dětí a je zřizovatelem 14 zařízení Klokánek (Praha 4, Praha 8, Praha 10, Hostivice, Ústí nad Labem, Teplice, Litoměřice, Chomutov, Žatec, Pardubice, Brno, Dlouhá Loučka, Olomouc a Dolní Benešov. 